# 1950 v hudbě
Tento článek obsahuje události související s hudbou, které proběhly v roce 1950.

## Události
- 6. listopadu – V New Yorku má premiéru Klarinetový koncert pro smyčcový orchestr Aarona Coplanda
- Albert King začíná svou hudební kariéru

## Vydaná alba
- Auld Lang Syne – Bing Crosby
- Bird & Diz – Charlie Parker and Dizzy Gillespie
- Blue of Night – Bing Crosby
- Carnegie Hall Jazz Concert – Benny Goodman
- Charlie Parker with Strings – Charlie Parker
- Christmas Greetings – Bing Crosby
- Cole Porter Songs – Bing Crosby
- Drifting and Dreaming – Bing Crosby
- The Fat Man – Fats Domino
- Going My Way – Bing Crosby
- King Cole Trio – King Cole Trio
- King Cole Trio Volume 2 – King Cole Trio
- Live at Carnegie Hall – Benny Goodman
- Porgy and Bess – Various Artists
- Pure Ella – Ella Fitzgerald
- Sing a Song of Christmas – The Ames Brothers
- Sing and Dance with Frank Sinatra – Frank Sinatra
- Songs By Gershwin – Bing Crosby
- Songs for Young Lovers – Frank Sinatra

## Největší hity
- Mona Lisa – Nat King Cole
- No Other Love – Jo Stafford
- Play A Simple Melody – Gary Crosby & Friend (Bing Crosby)
- Thinking of You – Don Cherry

## Vážná hudba
- John Cage – String Quartet

## Narození
- 21. ledna – Billy Ocean, zpěvák
- 13. února – Peter Gabriel, zpěvák
- 29. března – Mory Kanté, guinejský zpěvák a hráč na koru
- 3. května – Mary Hopkin, britská zpěvačka
- 13. května – Stevie Wonder, americký pianista
- 27. května – Dee Dee Bridgewater, americká jazzová zpěvačka
- 3. června – Suzi Quatro, zpěvačka

## Úmrtí
- 3. dubna – Kurt Weill, hudební skladatel